# Poienari (okręg Gorj)
Poienari – wieś w Rumunii, w okręgu Gorj, w gminie Bumbești-Pițic. W 2011 roku liczyła 612 mieszkańców.